# Риес

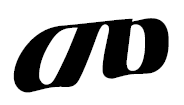

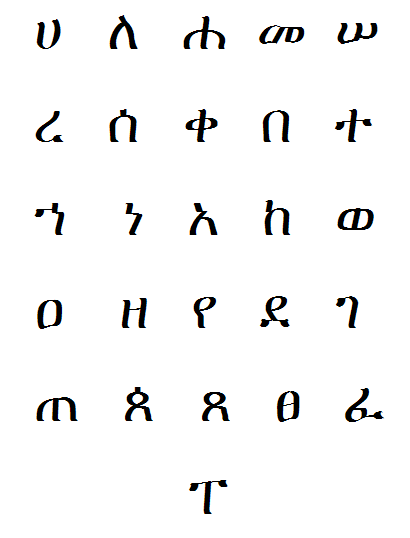

Риес (амх. ርእስ) — шоста літера ефіопської абетки, позначає ясенний дрижачий приголосний звук /r/.
- ረ  — ре
- ሩ  — ру
- ሪ  — рі
- ራ  — ра
- ሬ  — ре
- ር  — ри (р)
- ሮ  — ро